# Мерфі (Північна Кароліна)
Мерфі (англ. Murphy) — місто (англ. town) в США, в окрузі Черокі штату Північна Кароліна. Населення — 1608 осіб (2020).

## Географія
Мерфі розташоване за координатами 35°5′35″ пн. ш. 84°1′41″ зх. д. / 35.09306° пн. ш. 84.02806° зх. д. (35.092980, -84.027992).  За даними Бюро перепису населення США в 2010 році місто мало площу 6,83 км², з яких 6,21 км² — суходіл та 0,62 км² — водойми.

### Клімат
| Клімат : Мерфі                        | Клімат : Мерфі | Клімат : Мерфі | Клімат : Мерфі | Клімат : Мерфі | Клімат : Мерфі | Клімат : Мерфі | Клімат : Мерфі | Клімат : Мерфі | Клімат : Мерфі | Клімат : Мерфі | Клімат : Мерфі | Клімат : Мерфі | Клімат : Мерфі |
| Показник                              | Січ.           | Лют.           | Бер.           | Квіт.          | Трав.          | Черв.          | Лип.           | Серп.          | Вер.           | Жовт.          | Лист.          | Груд.          | Рік            |
| Абсолютний максимум, °C               | 24,4           | 27,2           | 31,1           | 33,3           | 32,8           | 36,7           | 37,8           | 37,2           | 35,6           | 31,7           | 28,9           | 25,0           | 37,8           |
| Середній максимум, °C                 | 9,6            | 11,7           | 16,2           | 21,0           | 24,9           | 28,6           | 30,2           | 29,9           | 26,9           | 21,8           | 16,5           | 10,8           | 20,7           |
| Середній мінімум, °C                  | −3,4           | −1,9           | 1,1            | 5,0            | 10,2           | 15,2           | 17,5           | 17,1           | 13,3           | 6,4            | 1,4            | −2,2           | 6,6            |
| Абсолютний мінімум, °C                | −26,7          | −20            | −19,4          | −7,8           | −3,9           | 0,6            | 7,8            | 8,9            | −2,2           | −6,1           | −14,4          | −20            | −26,7          |
| Норма опадів, мм                      | 140            | 134            | 123            | 110            | 128            | 123            | 130            | 108            | 114            | 82             | 123            | 133            | 1448           |
| Днів з опадами                        | 11,0           | 10,2           | 10,7           | 10,1           | 10,9           | 11,2           | 12,0           | 10,4           | 8,6            | 7,6            | 9,7            | 10,9           | 123,3          |
| Днів зі снігом                        | 0,9            | 0,7            | 0,1            | 0              | 0              | 0              | 0              | 0              | 0              | 0              | 0,1            | 0,7            | 2,5            |
| ------------------------------------- | -------------- | -------------- | -------------- | -------------- | -------------- | -------------- | -------------- | -------------- | -------------- | -------------- | -------------- | -------------- | -------------- |
| Джерело: NOAA (extremes 1879–present) |                |                |                |                |                |                |                |                |                |                |                |                |                |

## Демографія
Згідно з переписом 2010 року, у місті мешкало 1627 осіб у 703 домогосподарствах у складі 389 родин. Густота населення становила 238 осіб/км².  Було 860 помешкань (126/км²).
Расовий склад населення:
| - 87,6 % — білих - 4,1 % — чорних або афроамериканців - 2,5 % — корінних американців - 2,1 % — азіатів - 1,4 % — осіб інших рас |

До двох чи більше рас належало 2,4 %. Частка іспаномовних становила 4,2 % від усіх жителів.
За віковим діапазоном населення розподілялося таким чином: 19,4 % — особи молодші 18 років, 61,1 % — особи у віці 18—64 років, 19,5 % — особи у віці 65 років та старші. Медіана віку мешканця становила 41,5 року. На 100 осіб жіночої статі у місті припадало 92,1 чоловіків;  на 100 жінок у віці від 18 років та старших — 92,4 чоловіків також старших 18 років.
Середній дохід на одне домашнє господарство  становив 37 621 долар США (медіана — 25 781), а середній дохід на одну сім'ю — 47 516 доларів (медіана — 33 529). За межею бідності перебувало 31,4 % осіб, у тому числі 50,1 % дітей у віці до 18 років та 11,3 % осіб у віці 65 років та старших.
Цивільне працевлаштоване населення становило 635 осіб. Основні галузі зайнятості: роздрібна торгівля — 24,4 %, мистецтво, розваги та відпочинок — 22,2 %, освіта, охорона здоров'я та соціальна допомога — 15,7 %, науковці, спеціалісти, менеджери — 10,4 %.